# MV Rabaul Queen

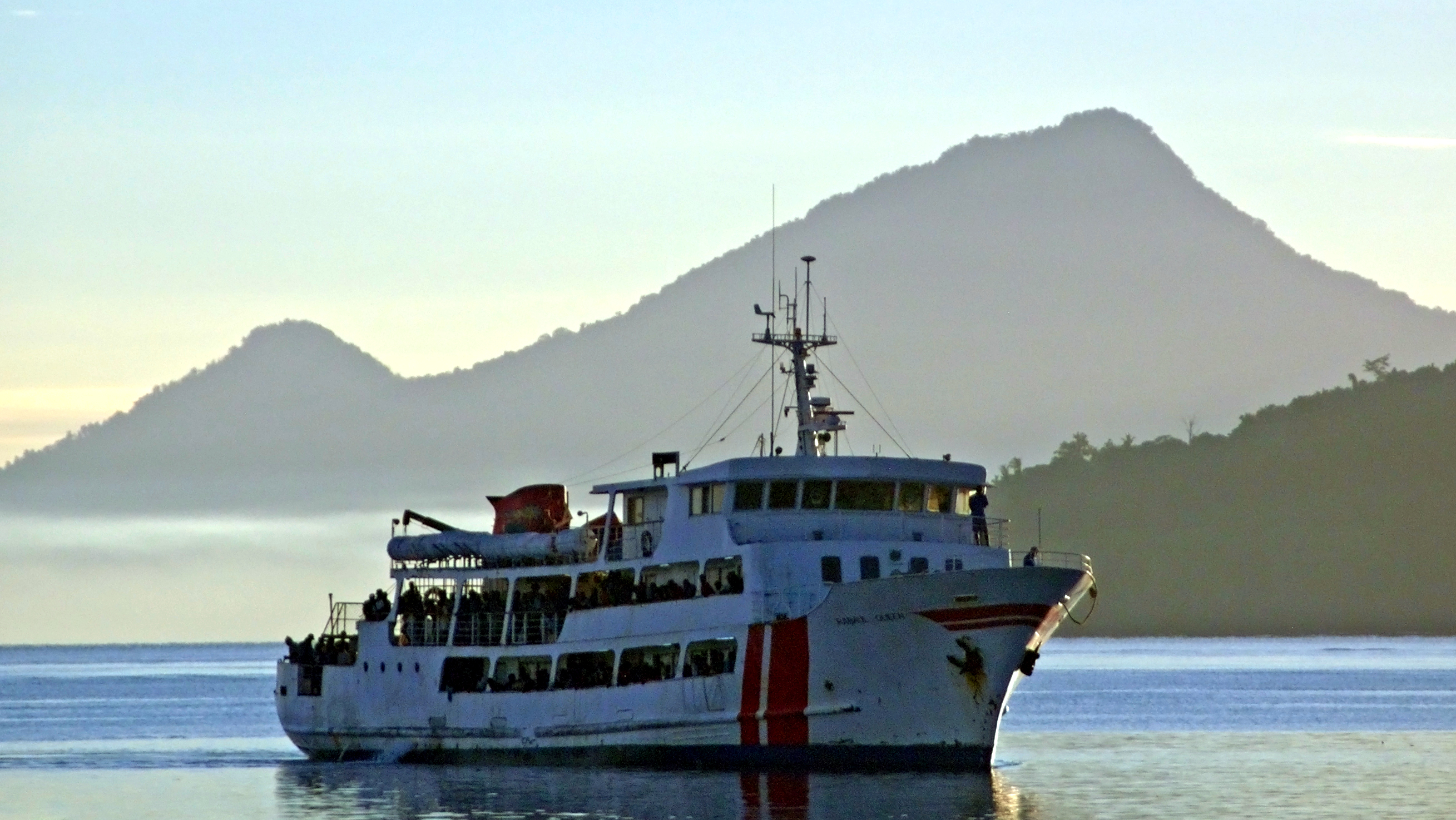
MV Rabaul Queen

MV Rabaul Queen foi uma balsa de passageiros de propriedade da empresa Rabaul Shipping de Papua Nova Guiné. O navio, construído no Japão em 1983, operou em viagens curtas naquele país, antes de ser trazido para Papua Nova Guiné em 1998 e operar uma rota semanal regular entre Kimbe, capital da Nova Bretanha Ocidental, e Lae, capital da província continental de Morobe.
Nas primeiras horas de 2 de fevereiro de 2012, a balsa virou e depois afundou em condições difíceis. O número final de mortos é desconhecido porque o número exato de passageiros é desconhecido; as estimativas variam de 88 a 223, com a Comissão de Inquérito oficial estimando os mortos em 146 a 165.